# Struxdorf
Struxdorf (duń. Strukstrup) – miejscowość i gmina w Niemczech w kraju związkowym Szlezwik-Holsztyn, w powiecie Schleswig-Flensburg, wchodzi w skład urzędu Südangeln.